# Selbstkonzept
Das Selbstkonzept fasst das Selbstbild und Idealbild zusammen. Das Selbstbild, wie man sich selbst wahrnimmt, misst sich am Idealbild, also daran, wie jemand gerne sein möchte. Zum Selbstkonzept gehört das Wissen über eigene persönliche Eigenschaften, Fähigkeiten, Vorlieben, Gefühle und Verhalten.
Das Selbstkonzept bildet sich auch unter dem Einfluss von Interaktionsprozessen und durch Verinnerlichung der Urteile anderer, ist jedoch relativ stabil.
In der aktuellen pädagogisch-psychologischen Forschung sind seit den 1970er Jahren Herbert W. Marsh und Richard J. Shavelson wichtige Vertreter der Selbstkonzept-Forschung. Sie haben wesentlich an der Erforschung schulischer Selbstkonzepte gearbeitet, worunter man Personenmerkmale versteht, die Lernen und schulisches Wahlverhalten beeinflussen.

## Entstehung und sozialer Einfluss
Bei der Entstehung des Selbstkonzepts interagieren genetische (dispositionale) und umweltbedingte soziale Faktoren miteinander. Zu den vererbten Faktoren gehören Temperament, gewisse Persönlichkeitsdispositionen usw. (der jeweilige Anteil des genetischen Einflusses ist in der Forschung umstritten).
Zu den sozialen Faktoren, die bestimmend für das Selbstkonzept sind, gehören u. a. folgende:
- Soziale Identität: Die soziale Identität besteht, indem man sich bestimmten sozialen Gruppen zugehörig fühlt, beispielsweise der Gruppe ,Deutsche‘, ,Studenten‘, ,Vegetarier‘ usw. Insbesondere wenn die Gruppe eine Minderheit darstellt, sind sich Personen ihrer sozialen Identität stärker bewusst.
- Soziale Rolle: Die Rollen, die Menschen im täglichen Leben mehr oder weniger freiwillig übernehmen, bestimmen auch ihr Selbstbild. An bestimmte Rollen sind bestimmte soziale Anforderungen geknüpft, nach denen man sich meistens unbewusst verhält und sich so der Rolle anpasst. Z. B. verhalten sich Lehrer gegenüber ihren Schülern anders als gegenüber dem Ehepartner. Oder wenn Personen Kinder bekommen und nun die Elternrolle übernehmen, ändern sich oft ihre Verhaltensweisen hin zu einer stärkeren „Vorbildfunktion“.

Ein berühmtes Experiment, das die Übernahme rollenspezifischen Verhaltens auch entgegen der ursprünglichen Einstellung zeigte, ist das Stanford-Prison-Experiment von Philip Zimbardo. Versuchspersonen sollten zwei Wochen in einem improvisierten „Gefängnis“ (im Institutskeller) verbringen und waren zufällig entweder der Wärter- oder der Gefangenenrolle zugewiesen worden. Obwohl die Personen vor dem Experiment meinten, sie würden nur in geringem Ausmaß auf diese Rollenverteilung Rücksicht nehmen und niemals Gewalt oder andere harte Maßnahmen einsetzen, identifizierten sich beide Gruppen dermaßen stark mit ihren Rollen, dass die Situation eskalierte und das Experiment abgebrochen wurde.
- Sozialer Vergleich: Nach der Theorie des sozialen Vergleichs von Leon Festinger beurteilt man seine eigenen Fähigkeiten und Eigenschaften, falls keine objektiven Maßstäbe vorhanden sind, durch den Vergleich mit anderen. So fand man z. B. heraus, dass Schüler, in deren Klasse nur wenig gute Mitschüler waren, ihre Leistung als besser einschätzten als Schüler mit vielen guten anderen in ihrer Klasse. Der soziale Vergleich wirkt auf das akademische Selbstkonzept (siehe hierzu auch: Big-Fish-Little-Pond-Effekt.)
- Erfolge und Misserfolge: Die Konsequenzen des Verhaltens von Personen und ihre Äußerungen beeinflussen ebenfalls die Bildung ihres Selbstbildes. Erfährt man viele Misserfolge, schätzt man die eigenen Fähigkeiten eher als gering und weniger wertvoll ein.
- Kultur: Kollektivistische Kulturen (v. a. im asiatischen Bereich) legen mehr Wert auf Gruppenzugehörigkeit, auf die Meinung und die Ansichten anderer und das Wohl der Gemeinschaft. Hier entsteht ein eher interdependentes Selbstkonzept. Dieses schließt andere Personen und Gruppen in das eigene Selbstkonzept mit ein. Sagt sich z. B. eine Gruppe, der sich eine Person zugehörig fühlt, von dieser los, so geht auch ein wichtiger Bestandteil des Selbstkonzeptes der Person verloren. Individualistische Kulturen legen mehr Wert auf Leistung und Persönlichkeitsmerkmale des Einzelnen. Hier entsteht ein eher independentes Selbstkonzept. Dieses umfasst kaum andere Personen und gründet sich mehr auf eigenen Persönlichkeitseigenschaften, Einstellungen und Fertigkeiten.[3] Interkulturelle Unterschiede dieser Art werden zum Beispiel durch den Twenty Statements Test nahegelegt. Allerdings wird an solchen Gegenüberstellungen zunehmend kritisiert, dass sie zu Stereotypisierungen der Eigen- und der Fremdkultur neigen und häufig auf zu oberflächlichem Wissen über andere Kulturen basieren können.[4]

## Unterschied zwischen Identität und Selbstkonzept
Erstens bedeutet Identität die „völlige Übereinstimmung mit dem, was sie ist oder als was sie bezeichnet wird“. Der Begriff des Selbstkonzeptes unterscheidet davon, indem es von der Realität abweichen kann. Zweitens lässt sich der Begriff der Identität definieren als „unmittelbare Wahrnehmung der eigenen Gleichheit und Kontinuität in der Zeit (...) und die damit verbundene Wahrnehmung, dass auch andere diese Gleichheit und Kontinuität erkennen“. Hier wird Identität sozial situiert: Im Vordergrund stehen sowohl eigene als auch fremde Wahrnehmungen des jeweiligen Subjektes. Da aber Selbst- und Fremdwahrnehmungen ebenfalls ein konstitutiver Bestandteil des Selbstbildes sind, gibt es keine strikte Trennung beider Konzepte, sondern einen ineinander übergehende Überlappung von Selbstkonzept und Identität.

## Wesentliche Funktionen des Selbstkonzeptes
Selbstschema, possible selves und das Selbstkonzept sind wesentliche Funktionen. Das Selbstschema beeinflusst und organisiert die Verarbeitung selbstbezogener Informationen, es dient als Grundlage für Entscheidungen, Beurteilungen und Folgerungen in Bezug auf die eigene Person. Possible selves dienen dazu, Vorstellungen und Ziele für die Zukunft zu entwickeln und Motivation zu generieren. Das Selbstkonzept strukturiert die Wahrnehmung und Interpretation selbstbezogener Informationen. Ein angemessen ausgeprägtes Selbstkonzept ermöglicht einer Person einen kontextualisierten Bewertungs- und Interpretationsrahmen für die gegenwärtige Wahrnehmung ihres Selbst.
Seymour Epstein zufolge überträgt das Selbstkonzept Erfahrungen, die eine Person in sozialen Interaktionen gesammelt hat, in vorhersagbare Sequenzen von möglichen Verhaltensweisen und Reaktionen. Als weitere Funktion gibt er an, das Selbstkonzept versuche eigene Bedürfnisse im Sinne einer wohltuenden Balance von Behagen und Unbehagen zu erfüllen. Gleichzeitig wird angestrebt, Missbilligungen durch andere und beklemmende Gefühle der Ängstlichkeit zu vermeiden. Wenn das Selbstkonzept bedroht wird bzw. es nicht schafft, eine oder mehrere dieser grundlegenden Funktionen umzusetzen, führt dies zu Stress, der so ansteigen kann, dass die Selbsttheorie in sich zusammenfällt. Die Person erlebt diesen Zustand schließlich als gänzliche Desorganisation. Wenn die Selbsttheorie hingegen funktioniert, wird die positive Bewertung der eigenen Person aufrechterhalten sowie die eigene Identität stabil gehalten.

## Konzept nach William James
William James differenziert in der ersten grundlegenden Arbeit über das Selbst zwischen (engl.) Me bzw. empirischem Selbst und I, welches auch pure Ego genannt wird. (a) Das Me stellt als „objektives“ Selbst den Gegenstand der Selbstdefinition dar; es ist die mit den Sinnen empfundene gegenwärtige körperliche Existenz, welche ebenfalls von anderen beobachtet werden kann. Das Selbstkonzept stellt dabei den dispositionalen, also zeitlich überdauernden Teil des Me dar. (b) Als urteilende und wertende Instanz, die nur dem Individuum verfügbar ist, nimmt das I hingegen die Selbstdefinition vor. James definiert es als das, „was in jedem Augenblick Bewusstsein ist“; also der subjektive und flüchtige Gedanke, der Selbstgefühle speichert, beurteilt und erinnert. Da das I für die Existenz des reflexiven Bewusstseins als solches steht, kann nur das Me legitimer Gegenstand der empirischen Wissenschaft sein. I ist the knower – der wissende, handelnde, aktive Teil des Selbst. Me ist the known – das Gewusste, das Fundament der Persönlichkeit.
George Herbert Mead hat das Konzept in Anlehnung an William James ausgebaut. Mead überträgt James’ Kategorisierung des Selbst in I und Me auf das Verhältnis zwischen dem Individuum und der Gesellschaft: (a) Das Individuum erschließt sich zunächst durch Rollenübernahme die Perspektive anderer und letztlich der gesamten Gemeinschaft. Darüber entwickelt es ein Me bzw. eine Selbstwahrnehmung, die primär von gesellschaftlichen Verhaltensnormen geprägt ist. (b) Der konzeptuelle Unterschied des I liegt darin, dass es eine aktiv-schaffende Antwort des Individuums verkörpert: Es reagiert zwar ebenso auf eine durch Normen und Erwartungen konstituierte Situation, kann diese aber von sich aus verändern.
Überträgt man dies beispielsweise auf Lehrer mit Migrationshintergrund, so ist eine Komponente ihres Selbst von den Verhaltensnormen und Erwartungen geleitet, welche die Gesellschaft an sie als Mitmenschen mit Zuwanderungsgeschichte ggf. stellt. Sie können jedoch durch die zweite Komponente ihres Selbst, dem I, Kompetenzen zur Neuschöpfung zeigen und sozialen Wandel herbeiführen. Es ist bspw. denkbar, dass Schüler aufgrund mangelnder Vorbilder und der Fremdzuschreibung negativer beruflicher Chancen durch ihr gesellschaftliches Umfeld annehmen, in Deutschland nicht Lehrer werden zu können. Ihr I sorgt trotz derartiger Konventionen für die Perspektive und den Mut, dass sie einen Weg dahin finden werden.

## Selbstkonzept bei Carl Rogers und Abraham Maslow
Carl Rogers und Abraham Maslow hatten in den 1960er Jahren den größten Einfluss auf die Verbreitung der Idee eines Selbstkonzepts. Nach Rogers (On Becoming a Person, 1961) strebt jeder nach dem idealen Selbst, benötigt aber Hilfe, um sein volles Potential auszuschöpfen (Selbstaktualisierung). Das Fehlen geeigneter Personen im Umfeld verhindere dagegen das volle Wachstum. Das Selbstkonzept umfasst das Ideal-Selbst (Erwartungen der Gesellschaft an die Person sowie Eigenschaften/Fähigkeiten, auf die sie selbst den größten Wert legt) und das Real-Selbst (Eigenschaften/Fähigkeiten, die die Person zu haben denkt). Die beiden Pole (Ideal-Selbst und Real-Selbst) dürfen nicht zu weit voneinander abweichen, sonst drohen psychische Störungen.
Nach Rogers hat das Selbstkonzept drei Komponenten:
- das Selbstbild
- das Selbstwertgefühl
- das ideale Selbst

Abraham Maslow (Toward a Psychology of Being, 1961) integrierte das Selbstkonzept in seine Bedürfnishierarchie. Auf dem Weg zu höheren Bedürfnissen bis zur Selbstverwirklichung stellen sich Hindernisse auf, die den weiteren Aufstieg verhindern können. „Selbstverwirklichende Menschen, Menschen also, die einen hohen Grad der Reife, Gesundheit und Selbsterfüllung erreicht haben, können uns so viel lehren, dass sie manchmal fast wie eine andere Rasse menschlicher Wesen erscheinen. Doch weil sie so neu ist, ist die Erforschung der höchsten Bereiche der menschlichen Natur und ihrer äußersten Möglichkeiten und Hoffnungen eine schwierige und gewundene Aufgabe.“

## Das Selbstkonzept aus sozial- und kognitionspsychologischer Perspektive
Psychologen nähern sich dem Begriff des Selbstkonzeptes meist mit einer kognitionspsychologischen oder einer sozialpsychologischen Perspektive. Erstere fokussiert darauf, was als Selbstkonzept bezeichnet werden kann und wie dieses beim Menschen vorliegt. Der sozialpsychologische Blickwinkel konzentriert sich hingegen auf Quellen des Selbstkonzeptes, die sich v. a. in sozialen Interaktionen und Wahrnehmungen bzw. Zuschreibungen einer Person durch ihr Umfeld finden lassen.

### Kognitive Repräsentationen als Abbildung des Selbstkonzeptes
Im menschlichen Gedächtnis liegen kognitive Repräsentationen der eigenen Person vor und werden selbstbezogene Informationen gespeichert. Die Gesamtheit aller gespeicherten selbstbezogenen Daten bezeichnet S.-H. Filipp als „internes Selbstmodell“. Das Selbstkonzept ist dementsprechend ein hypothetisches Konstrukt, das sich aus allen selbstbezogenen Wahrnehmungen sowie aus Informationen aus den verschiedensten individuellen Erfahrungen zusammensetzt.
Diese Erfahrungsbereiche entstammen zwei Dimensionen der Persönlichkeit: (a) der kognitiven Komponente, die sich auf faktische Informationen über die Person bezieht, wie bspw. ihre Haarfarbe oder Größe; (b) der affektiven Komponente, welche die Gefühle einer Person über sich selbst widerspiegelt. Ein Beispiel dafür ist der Gedanke „Ich bin zu klein.“
Mummendey setzt diesen Ansatz fort, indem er die kognitive und affektive Komponente bzw. Verstand und Gefühl um eine aktionale Komponente ergänzt. Das Verhalten einer Person entsteht vor den ersten beiden Komponenten oder resultiert aus ihnen. Es befindet sich in einer direkten Wechselwirkung mit ihnen und kann somit ebenfalls als Teil des Selbstkonzeptes berücksichtigt werden. Kognitive Repräsentationen einer Person über sich selbst können der Realität entsprechen oder sehr von ihr abweichen. Beispielsweise kann eine Person, die eine Fremdsprache (etwa: Deutsch) gelernt hat und diese fehlerfrei sowie flüssig spricht, dennoch aufgrund eigener Wahrnehmungen von sich denken „Mein Deutsch ist sehr schlecht.“ und damit ein unrealistisches Selbstschema entwickelt bzw. gefestigt haben.

### Das Selbstkonzept zwischen Stabilität und Dynamik
In Bezug auf den Faktor Dynamik bestehen in der Selbstkonzeptforschung zwei Richtungen: Während die differenzielle Forschung das Selbstkonzept als stabiles System ansieht, versteht die prozessorientierte Forschung es als dynamisches Konstrukt.
Mit Blick auf eine Stabilität des Selbstkonzeptes führen Forschungsarbeiten zwei tendenzielle Neigungen von Personen auf: (a) Selbstverifikation beschreibt das Bedürfnis zur Bestätigung und damit zum Erhalt bestehender Schemata, selbst wenn dadurch vorhandene negative Konzepte gleich bleiben. (b) Im Rahmen des Selbst-Enhancement besteht eine vorherrschende Neigung von Personen, positive Selbstschemata aufrechtzuerhalten und weiterzuentwickeln sowie negative Aspekte zu reduzieren. Hier liegt der Fokus darauf, ein positives Bild von sich selbst beizubehalten. Arbeiten der Selbstkonzeptforschung neigen überwiegend zur Auseinandersetzung mit dem Schutz des Selbstkonzeptes. So beschäftigen sich viele Wissenschaftler mit der Frage, wie man ein positives Selbstkonzept wahren bzw. festigen kann. Im Hinblick auf die Forschung lässt sich festhalten, dass Menschen ein Bedürfnis nach einer gewissen Stabilität ihres Selbstkonzeptes haben und diese das Fundament für ein stabiles Bewusstsein ihrer eigenen Identität darstellt.
Der prozessorientierte Diskurs betont die Veränderbarkeit sowie Kontext- und Situationsabhängigkeit des Selbstkonzeptes. Dieses entsteht und verändert sich im Zusammenhang mit Bedingungen, Erfahrungen und Beobachtungen der Person in ihrem Umfeld sowie dem inneren Erleben des Individuums.
Wissenschaftler haben demnach gezeigt, dass Menschen einer grundsätzlichen Stabilität und Kontinuität in ihrem Selbstbild bedürfen. Neue Erlebnisse und immense Veränderungen führen im Verlauf des Lebens jedoch auch dazu, dass sie bestimmte Selbstschemata bzw. sich selbst als Person anders oder auch neu wahrnehmen. Wenn das Selbstkonzept durch ein stabiles Grundgerüst abgesichert ist, könnten an einzelnen Stellen Veränderungsprozesse eingeleitet und fortgeführt werden, ohne dass das Selbstbild des Individuums in sich zusammenfällt.

### Multidimensionalität des Selbstkonzeptes:Possibleselves
Die Selbstkonzeptforschung ist sich weitgehend einig über die Multidimensionalität des Selbstbildes. Das Wissen des Menschen über sich selbst liegt nicht als eine Einheit vor, sondern die selbstbezogenen Kognitionen sind als Wissen über sich selbst in spezifischen Teilbereichen vorhanden und formen insgesamt ein organisiertes Ganzes. Über die Strukturierung und Organisation dieser multiplen situations- und bereichsspezifischen Partialselbstkonzepte besteht hingegen Uneinigkeit.
Nicht alle der verschiedenen Selbstrepräsentationen, welche das vollständige bzw. globale Selbstkonzept beinhaltet, sind jederzeit verfügbar: Der Begriff working self bezeichnet das Selbstkonzept des gegenwärtigen Momentes. Dieses stellt ein kontinuierlich aktives und sich verschiebendes Spektrum des aktuell verfügbaren bzw. zugänglichen Selbstwissens dar. Possible selves werden verschiedene Versionen des Selbst genannt, die sich ein Mensch in der Zukunft vorstellen kann:
1. Present selves (oder auch current/now selves) stellen dar, wie sich eine Person gegenwärtig sieht, und beeinflussen, inwiefern diejenige sich ein dementsprechendes oder abgewandeltes Selbst in der Zukunft wünscht.[7]
2. In dem Maße, wie past selves ein Individuum wieder in der Zukunft prägen mögen, können auch sie als possible selves gesehen werden:[36] So werden bspw. Lehrer zwar nie wieder Schüler sein, ihre Selbstwahrnehmungen aus dieser Zeit können im Schulalltag jedoch wieder aktiviert werden und ihren Umgang mit Lernenden prägen.
3. Ideal selves bilden ab, wer und wie eine Person idealerweise in der Zukunft sein möchte. Wie viele andere possible selves sind sie u. a. direkte Resultate von Vergleichen der eigenen Gefühle, Eigenschaften, Gedanken und Verhaltensweisen mit denen signifikanter anderer Menschen im Leben der jeweiligen Person.[36] S. 954.
4. Als ’not-me’ selves lassen sich die Versionen des Selbst kategorisieren, welche eine Person definitiv nicht in der Zukunft sein möchte.[7]:S. 85
5. Versionen des Selbst, die eine Person zu werden fürchtet, sind entsprechend den ‚not-me’ selves negativ konnotiert.[10]:S. 954

Resümierend stellen possible selves die kognitiven Komponenten von Zielen, Ängsten sowie Hoffnungen und somit die konzeptionelle Verbindung zwischen Kognition und Motivation dar. Manche Teile dieser Selbstkonzepte sind für eine Person von größerer Relevanz als andere. Im Laufe der Zeit können sie sich von der Peripherie zum Kern des Selbstkonzeptes verschieben und umgekehrt. Nicht mehr aktuelle Aspekte eines früheren Selbstkonzeptes können noch relevant sein, wenn sie bedeutsam dafür sind, wie eine Person sich gegenwärtig sieht. Abschließend ist es situations- und kontextabhängig, welche Versionen des Selbst zu einem gegebenen Zeitpunkt aktiv sind.

### Soziale Interaktionen als Quelle des Selbstkonzeptes
Sozialpsychologen sind sich weitgehend darin einig, dass sich das Selbstkonzept einer Person größtenteils aus ihren sozialen Interaktionserfahrungen ableitet. Die Wissenschaftler widersprechen damit der teilweise populären Ansicht, der zufolge man in sich hineinblicken muss, um zu wissen, wer bzw. wie man ist. Insbesondere die Reaktionen von Interaktionspartnern auf persönliche Inhalte, die eine Person enthüllt, beeinflussen deren Selbstkonzept.
Die Bedeutung sozialer Interaktionen als Quelle des Selbstkonzeptes lässt sich mit dem symbolischen Interaktionismus nach H. Blumer verbinden, nach dem die Bedeutung von sozialen Beziehungen, Situationen und Objekten in symbolisch vermittelten Prozessen der Kommunikation bzw. Interaktion hervorgebracht wird. Übertragen auf das Selbstkonzept bedeutet dies, dass ein Interaktionspartner sich selbst als Objekt erkennen kann, indem er die Haltung anderer Individuen gegenüber sich selbst einnimmt (jeweils innerhalb einer gesellschaftlichen Umwelt oder eines Erfahrungs- und Verhaltenskontextes).
Das Konzept der Reflected Appraisal besagt, dass Menschen für sich gegenseitig einen Spiegel darstellen, aus dem man wahrnimmt, wie man ist. Der Spiegel ist bildlich gesprochen das Verhalten anderer dem wahrnehmenden Individuum gegenüber. Die Person schließt bzw. interpretiert daraus, wie andere Menschen sie sehen und übernimmt diese Vermutung in ihr Selbstkonzept. Die Theorie der Reflected Appraisal als Quelle des Selbstkonzeptes besagt somit, dass man sich zu einem Großteil so wahrnimmt, wie man vermutet, von anderen wahrgenommen zu werden.
Dies kann an dem folgenden Beispiel verdeutlicht werden: Wenn eine Lehrkraft wahrnimmt, dass andere Lehrer aus dem Kollegium ihr aus dem Weg gehen, ist es denkbar, dass sie daraus schließt „Ich bin unbeliebt.“ Soziale Interaktionen sind als Quelle des Selbstkonzeptes einer Person von besonderer Relevanz, da die soziale Anerkennung des Individuums ein essentielles menschliches Grundbedürfnis darstellt.
Soziale Anerkennung stellt sich meist ein, wenn eine Person den von ihr erwarteten Rollenbildern entspricht. Fremdling konstatiert in diesem Zusammenhang, dass sich das Selbstkonzept eines Menschen über die Erfüllung oder Nicht-Erfüllung „der Rolle [definiert], die an eine Person von außen herangetragen wird, in die man hineinschlüpft [oder] gepresst wird“. Erfüllt das Selbst die von ihm erwartete Rolle und kann es diese erweitern, entstehen positive Gefühle. Wird es jedoch in eine Rolle hineingedrückt, der es nicht entsprechen kann oder möchte, fühlt sich das Selbst schlecht. Da soziale Anerkennung ein tiefes menschliches Bedürfnis ist, kann es zu gesundheits- und identitätsbeeinträchtigenden Folgen kommen, wenn unerfüllbare Ansprüche oder Rollen, in denen sich eine Person unwohl fühlt, überwiegen. Ist dies der Fall bzw. sieht die Person keine Möglichkeit zur Veränderung einer ungewollten oder unerfüllbaren Rolle, die kontinuierlich an sie herangetragen wird, nehmen die negativen Gefühle so lange an, bis sie sich z. B. im Burn-out-Syndrom oder dem Zusammenbruch der Selbsttheorie entladen.